# 仁兴镇 (禄丰市)
仁兴镇，是中华人民共和国云南省楚雄彝族自治州禄丰市下辖的一个乡镇级行政单位。

## 行政区划
仁兴镇下辖以下地区：
猪街村、西村、大箐村、果园村、革里村、马鞍村、银沙村、清水河村、左所村、彰保村、白沙村和古城村。

## 历史
曾为羅次縣的治所。